# Проскуривна, Мария Степановна
Мария Степановна Семенко (15 июня 1860, по другим данным 1863, Кибинцы, Полтавская губерния — 19 октября 1945) — украинская и советская писательница конца XIX — первой трети XX вв., мать поэта Михаила Семенко.

## Биография
Мария Проскуривна родилась в селе Кибинцы Полтавской губернии в крестьянской семье. Информация о рождении противоречива: одни источники называют датой рождения писательницы 15 июня 1863 года, другие — 15 февраля того же года, третьи — 1860 год. Образование Мария Проскуривна получила дома и в начальной сельской школе. Под влиянием старшего брата Ивана, образованного унтер-офицера, Мария Степановна обнаружила большое стремление к украинскому слову. Она воспитывалась в довольно состоятельной семье, поэтому имела возможность ознакомиться с украинской и российской художественной литературой.
Талант писательницы проснулся у Марии Степановны ещё в юности, однако длительное время её произведения не издавались. К 1914 году в свет вышло только три повести — «Влас», «Госпожа писарка» и «От сена к соломе», которые получили одобрительные критические отзывы. После поражения Украинской революции осталась жить в УССР. На страницах советских журналов «Родной край», «Красный путь», «Глобус», «Вселенная» было издано несколько рассказов писательницы.

## Творчество
Творчеству Марии Проскуривны присущ бытовизм, писательница часто обращалась к изображению картин из жизни украинских крестьян (рассказ «Хлопотная речушка») и к автобиографическому материалу. Она не затрагивала политические проблемы и проблемы революционного движения. Писательница также обращалась к криминальным сюжетам, исследовала феномен человеческой жестокости (рассказы «Святой дух», «Опорок», «Маруся-Московка»).
Сергей Ефремов дал такую характеристику её произведениям:
Спокойным тоном и в простенькой, напиветнографичной форме умеет Проскуривна изображать красивые картины из украинской жизни, представляя пластически вырисованные фигуры действующих лиц.

## Произведения
- «Уляся»
- «От сена к соломе»
- «Госпожа писарка»
- «Хлопотная речушка»
- «Маруся-Московка» (1912)
- «Святой дух» (1927)
- «Опорок» (1928)

## Семья
- Супруг — Василий Леонтьевич Семенко, волостной писарь в Кибинцах, в 1912—1913 годах писарь уездной земской управы в городе Хорол.

Дети:
- Михаил (1892—1937), один из создателей нового литературного направления в украинской литературе — футуризма.
- Василий (1895—1915), художник, основоположник кубизма в украинском изобразительном искусстве. Погиб на фронте во время Первой мировой войны.
- Александр (родился около 1900 года), инженер.